# Supersypnoides lacteata
Supersypnoides lacteata är en fjärilsart som beskrevs av Emilio Berio 1958. Supersypnoides lacteata ingår i släktet Supersypnoides och familjen nattflyn. Inga underarter finns listade i Catalogue of Life.